# TAL (limbaj de programare)
TAL este un acronim pentru expresia în engleză Transaction Application Language ori TAL (care a fost original "Tandem Application Language") este limbaj procedural  structurat, optimizat pentru folosirea pentru harware de tip Tandem.
TAL amintește de o mixare a două cunoscute limbaje de programare C și Pascal, fiind inițial limbajul original al computerelor de tip Tandem.